# Galleria nazionale d'arte
La Galleria nazionale d'arte (in albanese: Galeria Kombëtare e Arteve) è un museo di belle arti che si trova a Tirana, capitale dell'Albania.

## Storia

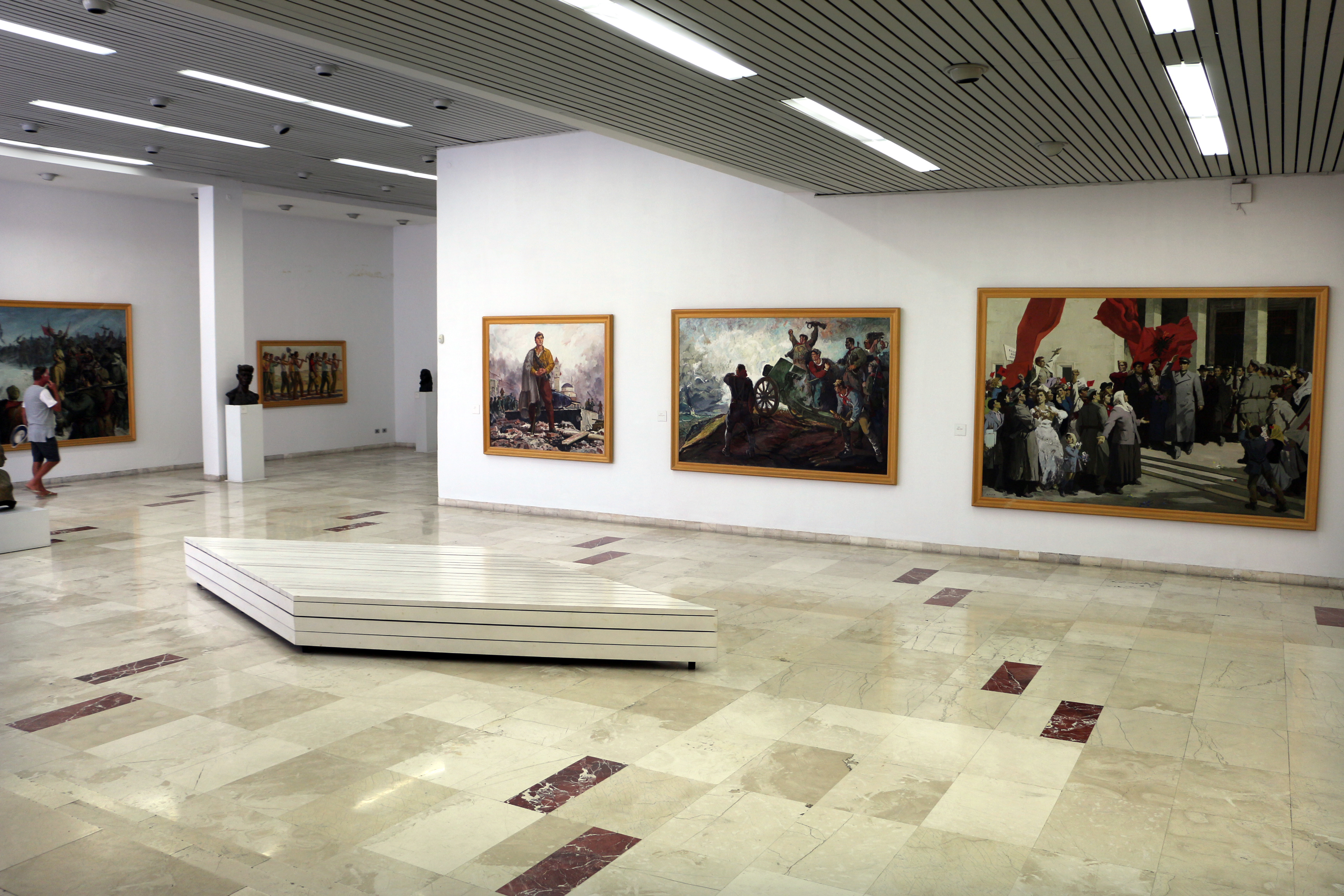
Interno della Galleria nazionale d'arte

La Galleria nacque nel 1946 per l'iniziativa di un gruppo di artisti albanesi e del Comitato dell’Arte, che crearono una pinacoteca che venne aperta al pubblico  il 11 gennaio 1954.
Nel 1956, a seguito alla crescita del numero di opere d'arte, la Galleria si trasferì all'interno di un edificio più ampio, alto tre piani e con diversi spazi espositivi all'interno e all'esterno.
La Galleria fu strutturata in due principali settori: l'esposizione permanente della collezione di opere d'arte e l'organizzazione di mostre temporanee di artisti albanesi e stranieri. Le nuove visioni sullo sviluppo e l'esposizione delle belle arti, così come le nuove acquisizioni, aumentarono il numero di opere d'arte a disposizione della Galleria e determinarono la necessità di un nuovo edificio più grande e funzionale.

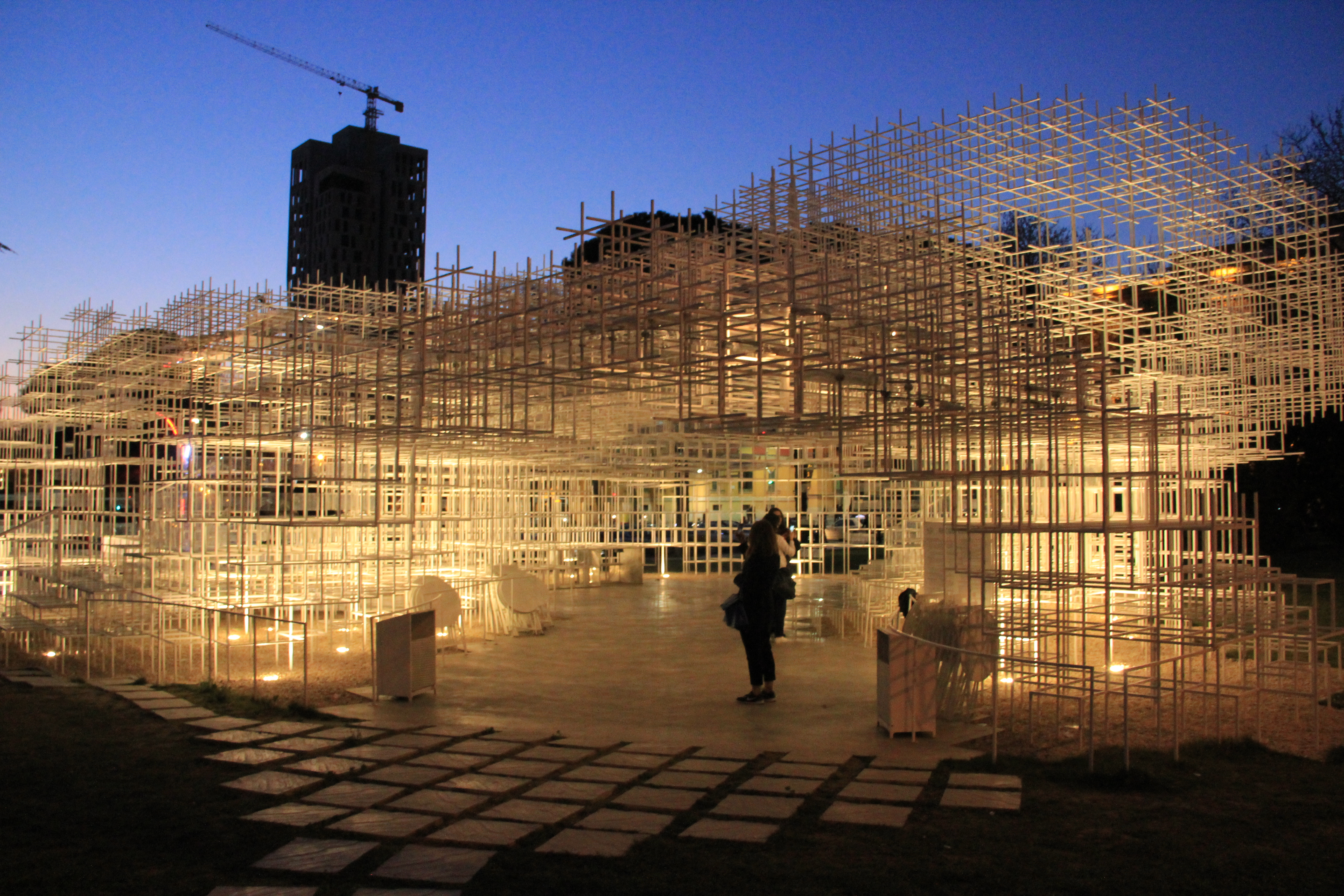
Il Padiglione Nuvola all'esterno della Galleria nazionale d'arte

La nuova sede della Galleria nazionale d'arte di Tirana, situata nel viale dei Martiri della Nazione, fu inaugurata il 29 novembre 1974. L'apertura del nuovo edificio portò alla riorganizzazione delle collezioni e soprattutto all'istituzione di una struttura amministrativa composta da diversi dipartimenti che si occupavano di attività artistiche. Il fondo della nuova galleria, all'epoca, contava 340 opere d'arte e il suo archivio registrava 240 artisti. Dopo l'inaugurazione, la Galleria d'arte divenne l'unica e la più importante istituzione nazionale per esposizione, conservazione, studio, restauro, pubblicazione, documentazione e archiviazione delle opere d'arte in Albania.
Il 10 agosto 1992 il governo albanese ridenominò la Galleria d'arte in Galleria nazionale d'arte, al fine di "esprimere meglio lo scopo e il funzionamento di questa distintiva istituzione nazionale che protegge e diffonde gli interessi delle arti visive albanesi".

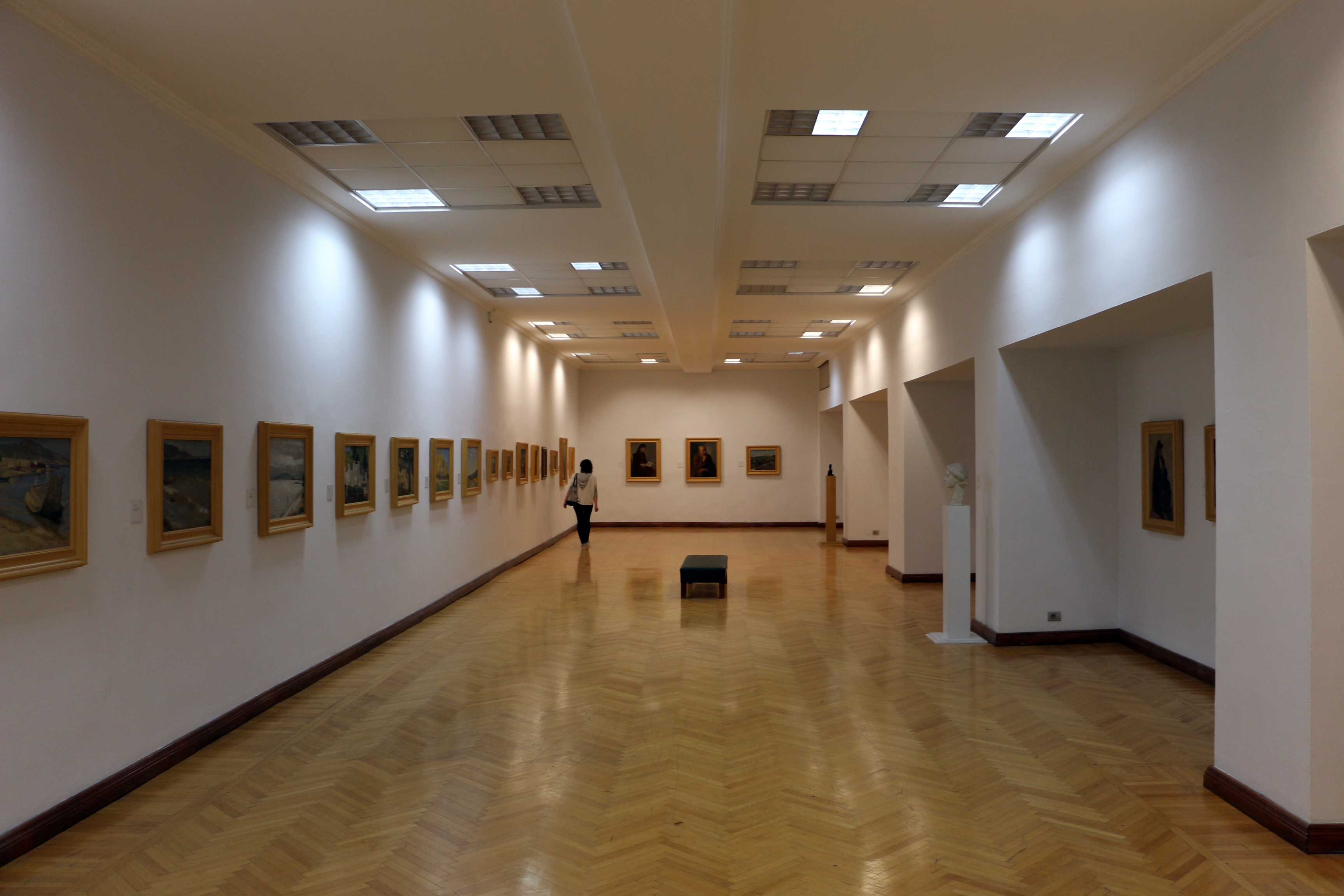
Interno della Galleria nazionale d'arte

Nel 2009 e nel 2010 la Galleria nazionale d'arte ha subito importanti lavori di ristrutturazione, attraverso una serie di importanti investimenti privati e pubblici, consistenti in una ricostruzione qualitativa degli spazi interni, volta a preservare il più possibile il progetto architettonico originale.
La ricostruzione della Galleria nazionale ha portato ad una nuova riorganizzazione dell'esposizione della collezione permanente nel maggio 2009, attraverso un nuovo concetto di visualizzazione, con l'obiettivo di una migliore diffusione, educazione e informazione su questioni culturali, per un pubblico albanese e internazionale in continua crescita.
L'attuale Galleria nazionale d'arte conserva oltre 5000 opere d'arte. Oltre alla collezione permanente che si concentra sull'arte del realismo socialista, di famosi artisti albanesi e internazionali e di importanti collezioni hanno fatto parte delle diverse mostre passate organizzare nella struttura. Una politica importante delle attività dell'istituzione sono anche i programmi educativi, dove partecipano molti bambini e studenti. I visitatori della Galleria nazionale d'arte hanno l'opportunità di godere delle attività e del ricco programma di mostre, per saperne di più sull'arte visiva albanese.

## Esposizione

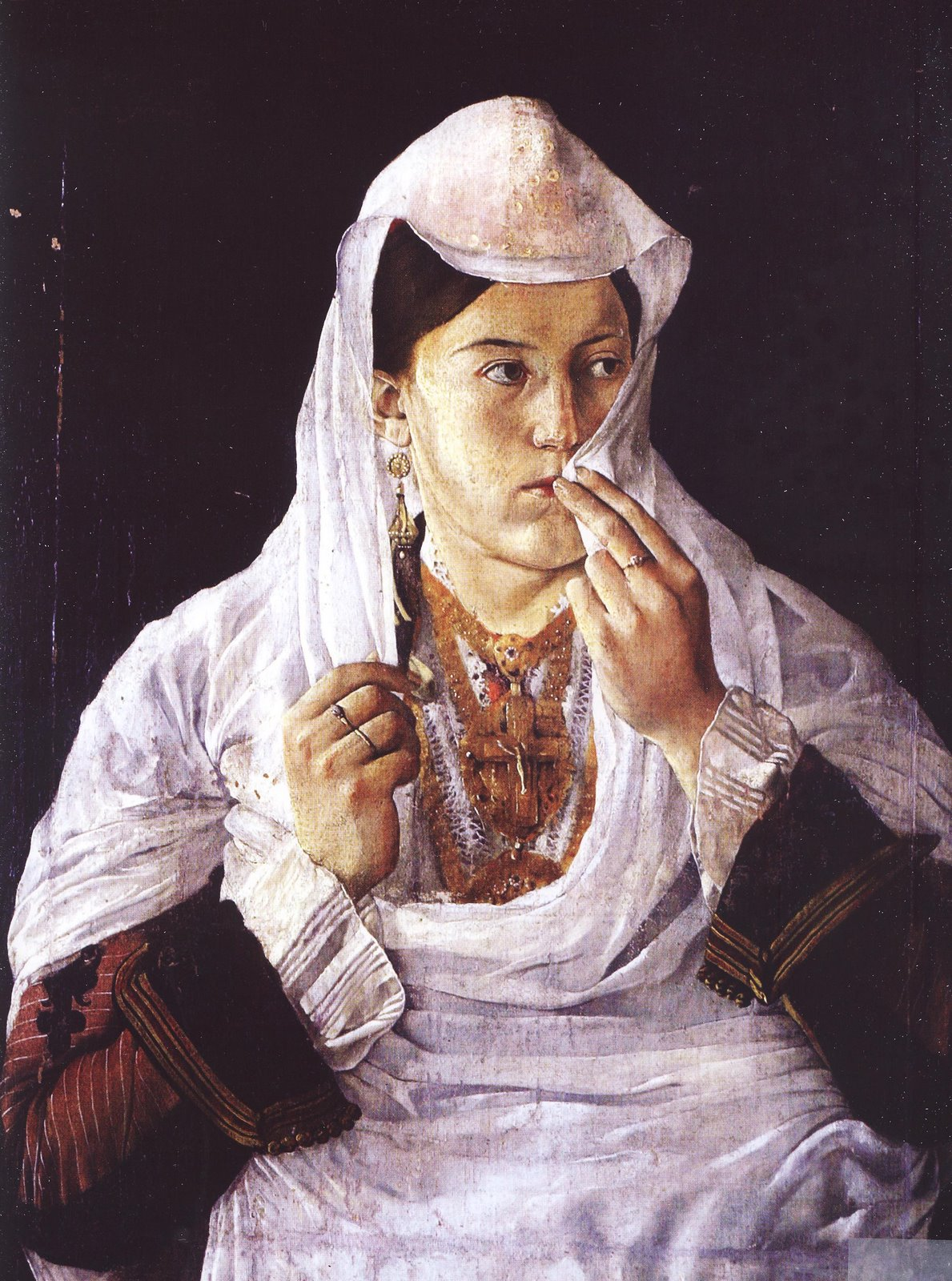
Kolë Idromeno, Motra tone (detta anche la Monnalisa albanese)

- Sala 1 - origini della pittura nelle città albanesi (1883–1930): artisti famosi di questo periodo, con influenze romantiche, sono Kolë Idromeno, Pjetër Marubi, Simon Rrota, Zef Kolombi, Vangjel Zengo e Spiro Xega;
- Sala 2 - Pittura realistica e Scuola di disegno (1930–1950): Sadik Kaceli, Abdurrahim Buza e Gani Strazimiri sono stati i primi a studiare alla Scuola di disegno di Tirana, fondata nel 1931; sono presenti opere di altri artisti come Odhise Paskali, Andrea Kushi, Vangjush Mio, Janaq Paço, Foto Stamo e le sorelle Zengo;
- Sala 3 - Pittura accademica e dipinti storico-politici (1950–1986): importanti pittori e artisti dell'epoca come Nexhmedin Zajmi, Sadik Kaceli, Abdullah Cangonji, Sali Shijaku, Fatmir Haxhiu e Vilson Kilica;
- Sala 4 - Realismo socialista e la costruzione dell'uomo nuovo (1960–1986): propaganda del regime socialista con influenza sovietica, artisti di rilievo dell'epoca sono Kristaq Rama, Montez Dhrami, Zef Shoshi, Pandi Mele, Myrteza Fushëkati, Petro Kokushta e Çlirim Ceka.
- Sala 5 - Pittura formalista del socialismo realista (1969–1974): importante collezione della galleria d'arte, con influenze formaliste, artisti famosi sono Edison Gjergo, Alush Shima, Isuf Sulovari, Eduard Hila e Bajram Mata;
- Sala 6 - Dipinti moderni e sculture (1989–2001): l'ultima sala è dedicata alla pittura contemporanea degli anni 1990 di artisti albanesi come Perikli Culi, Ali Oseku, Gazmend Leka, Lumturi Blloshmi, Najada Hamza e Orion Shima.

## Biblioteca
La pinacoteca ospita anche la Biblioteca della Galleria nazionale (Biblioteka e Galerisë Kombëtare), inaugurata nel 1999 con l'aiuto di istituzioni e organizzazioni internazionali. Il fondo è costituito da circa 2.200 libri, cataloghi, riviste e videocassette di storia dell'arte e teoria dell'arte.